# 安尼稀棘䲁
縱帶稀棘䲁（學名：Meiacanthus anema），為輻鰭魚綱鳚形目䲁科稀棘䲁屬的一種，分布於太平洋印尼、菲律賓、新幾內亞、索羅門群島與萬那杜海域，深度0至10公尺，本魚體延長，稍側扁，頭頂無冠膜，無鬚，下頜兩側有犬齒具有毒腺，背鰭硬棘6-10枚、背鰭軟條20-24枚、臀鰭硬棘2枚、臀鰭軟條16-19枚，體長可達7.2公分，成魚出現在河口與淡水水域，通常紅樹林很豐富的地方，雌魚產附著性卵，雄魚有護卵行為，生活習性不明，可做為觀賞魚。